# Natação no Campeonato Europeu de Esportes Aquáticos de 2016 - 200 m peito feminino
A prova dos 200 metros peito feminino da natação no Campeonato Europeu de Esportes Aquáticos de 2016 ocorreu nos dias 19 e 20 de maio em Londres, no Reino Unido. 

## Calendário
| Fase          | Data       | Hora  |
| ------------- | ---------- | ----- |
| Eliminatórias | 19 de maio | 10:00 |
| Semifinal     | 19 de maio | 19:21 |
| Final         | 20 de maio | 18:40 |

Todos os horários estão no horário local (UTC+0)

## Recordes
Antes desta competição, os recordes eram os seguintes:
| Recorde mundial       | Rikke Møller Pedersen | 2:19.11 | Barcelona | 28 de julho de 2013  |
| Recorde europeu       | Rikke Møller Pedersen | 2:19.11 | Barcelona | 28 de julho de 2013  |
| Recorde do campeonato | Rikke Møller Pedersen | 2:19.84 | Berlim    | 22 de agosto de 2014 |

## Medalhistas
| Ouro                 | Prata              | Bronze                          |
| Rūta Meilutytė (DEN) | Jessica Vall (ESP) | Hrafnhildur Lúthersdóttir (ISL) |

## Resultados

### Eliminatórias
Esses foram os resultados das eliminatórias. 
| Pos. | Bateria | Raia | Nadadora                  | Nacionalidade        | Tempo   | Notas |
| ---- | ------- | ---- | ------------------------- | -------------------- | ------- | ----- |
| 1    | 3       | 5    | Molly Renshaw             | Reino Unido          | 2:24.70 | Q     |
| 2    | 3       | 4    | Chloe Tutton              | Reino Unido          | 2:25.79 | Q     |
| 3    | 4       | 4    | Rikke Møller Pedersen     | Dinamarca            | 2:25.90 | Q     |
| 4    | 4       | 5    | Hrafnhildur Lúthersdóttir | Islândia             | 2:25.99 | Q     |
| 5    | 5       | 5    | Jessica Vall              | Espanha              | 2:26.29 | Q     |
| 6    | 5       | 4    | Viktoriya Zeynep Güneş    | Turquia              | 2:26.54 | Q     |
| 7    | 4       | 3    | Jenna Laukkanen           | Finlândia            | 2:26.78 | Q     |
| 8    | 3       | 2    | Martina Moravčíková       | Chéquia              | 2:27.24 | Q     |
| 9    | 5       | 6    | Georgia Coates            | Reino Unido          | 2:27.79 |       |
| 10   | 4       | 6    | Dalma Sebestyén           | Hungria              | 2:27.92 | Q     |
| 11   | 3       | 3    | Ilaria Scarcella          | Itália               | 2:28.67 | Q     |
| 12   | 4       | 7    | Fiona Doyle               | Irlanda              | 2:29.07 | Q     |
| 13   | 5       | 8    | Jessica Eriksson          | Suécia               | 2:29.68 | Q     |
| 14   | 5       | 7    | Jessica Steiger           | Alemanha             | 2:29.96 | Q     |
| 15   | 4       | 2    | Francesca Fangio          | Itália               | 2:30.08 | Q     |
| 16   | 5       | 3    | Fanny Lecluyse            | Bélgica              | 2:30.16 | Q     |
| 17   | 5       | 0    | Stina Colleou             | Noruega              | 2:30.30 | Q     |
| 18   | 3       | 0    | Vilma Ekström             | Suécia               | 2:30.35 |       |
| 19   | 3       | 6    | Katie Matts               | Reino Unido          | 2:30.45 |       |
| 20   | 5       | 2    | Lisa Fissneider           | Itália               | 2:30.65 |       |
| 21   | 3       | 9    | Andrea Podmaníková        | Eslováquia           | 2:30.67 |       |
| 22   | 3       | 8    | Lisa Mamie                | Suíça                | 2:30.82 |       |
| 23   | 5       | 9    | Monika Štěpánová          | Chéquia              | 2:31.04 |       |
| 24   | 2       | 3    | Maria Romanjuk            | Estónia              | 2:31.55 |       |
| 24   | 5       | 8    | Weronika Paluszek         | Polónia              | 2:31.59 |       |
| 26   | 2       | 4    | Mona McSharry             | Irlanda              | 2:31.77 |       |
| 27   | 4       | 1    | Natalia Ivaneeva          | Rússia               | 2:31.86 |       |
| 28   | 2       | 8    | Petra Chocová             | Chéquia              | 2:32.45 |       |
| 29   | 1       | 3    | Patricia Aschan           | Finlândia            | 2:32.61 |       |
| 30   | 4       | 0    | Victoria Kaminskaya       | Portugal             | 2:33.34 |       |
| 31   | 2       | 7    | Sophie Hansson            | Suécia               | 2:33.56 |       |
| 32   | 51      | 1    | Tjaša Vozel               | Eslovênia            | 2:33.86 |       |
| 33   | 2       | 5    | Raminta Dvarishkyte       | Lituânia             | 2:34.90 |       |
| 34   | 2       | 1    | Aļona Ribakova            | Letônia              | 2:35.18 |       |
| 35   | 2       | 6    | Ariel Braathen            | Noruega              | 2:35.78 |       |
| 36   | 4       | 9    | Mariya Liver              | Ucrânia              | 2:36.47 |       |
| 37   | 1       | 5    | Emina Pašukan             | Bósnia e Herzegovina | 2:38.27 |       |
| 38   | 1       | 4    | Alina Bulmag              | Moldávia             | 2:39.52 |       |
| 39   | 2       | 2    | Ana Rodrigues             | Portugal             | 2:39.79 |       |
| 40   | 3       | 1    | Ana Radić                 | Croácia              | DSQ     |       |
| 40   | 3       | 7    | Fanny Deberghes           | França               | DNS     |       |

### Semifinal
Esses foram os resultados das semifinais. 
Semifinal 1
| Pos. | Raia | Nadadora                  | Nacionalidade | Tempo   | Notas |
| ---- | ---- | ------------------------- | ------------- | ------- | ----- |
| 1    | 4    | Chloe Tutton              | Reino Unido   | 2:23.76 | Q     |
| 2    | 3    | Viktoriya Zeynep Güneş    | Turquia       | 2:23.94 | Q     |
| 3    | 5    | Hrafnhildur Lúthersdóttir | Islândia      | 2:24.11 | Q     |
| 4    | 6    | Martina Moravčíková       | Chéquia       | 2:25.78 | Q     |
| 5    | 2    | Ilaria Scarcella          | Itália        | 2:28.09 |       |
| 6    | 1    | Francesca Fangio          | Itália        | 2:28.42 |       |
| 7    | 8    | Stina Colleou             | Noruega       | 2:29.03 |       |
| 8    | 7    | Jessica Eriksson          | Suécia        | 2:29.22 |       |

Semifinal 2
| Pos. | Raia | Nadadora              | Nacionalidade | Tempo   | Notas |
| ---- | ---- | --------------------- | ------------- | ------- | ----- |
| 1    | 5    | Rikke Møller Pedersen | Dinamarca     | 2:24.10 | Q     |
| 2    | 3    | Jessica Vall          | Espanha       | 2:24.56 | Q     |
| 3    | 4    | Molly Renshaw         | Reino Unido   | 2:24.85 | Q     |
| 4    | 6    | Jenna Laukkanen       | Finlândia     | 2:25.47 | Q     |
| 5    | 8    | Fanny Lecluyse        | Bélgica       | 2:25.92 |       |
| 6    | 2    | Dalma Sebestyén       | Hungria       | 2:26.53 |       |
| 7    | 7    | Fiona Doyle           | Irlanda       | 2:28.75 |       |
| 8    | 1    | Jessica Steiger       | Alemanha      | 2:29.62 |       |

### Final
Esse foi o resultado da final. 
| Pos.              | Raia | Nadadora                  | Nacionalidade | Tempo   | Notas |
| ----------------- | ---- | ------------------------- | ------------- | ------- | ----- |
| Medalha de ouro   | 3    | Rikke Møller Pedersen     | Dinamarca     | 2:21.69 |       |
| Medalha de prata  | 2    | Jessica Vall              | Espanha       | 2:22.56 |       |
| Medalha de bronze | 6    | Hrafnhildur Lúthersdóttir | Islândia      | 2:22.96 |       |
| 4                 | 7    | Molly Renshaw             | Reino Unido   | 2:23.18 |       |
| 5                 | 5    | Viktoriya Zeynep Güneş    | Turquia       | 2:23.40 |       |
| 6                 | 4    | Chloe Tutton              | Reino Unido   | 2:24.07 |       |
| 7                 | 1    | Jenna Laukkanen           | Finlândia     | 2:25.97 |       |
| 8                 | 8    | Martina Moravčíková       | Chéquia       | 2:29.42 |       |

Legenda
| Recorde mundial       | Recorde mundial (World record)               |                       | Recorde africano                      | Recorde africano (African) |                                           | Q | Classificado por posição (Qualified) |
| Recorde do campeonato | Recorde do campeonato (Championship record)  | Recorde da América    | Recorde da América (Americas)         | q                          | Classificado por melhor tempo (Qualified) |   |                                      |
| Melhor marca do ano   | Melhor marca do ano (World leading)          | Recorde asiático      | Recorde asiático (Asian)              | DNS                        | Não largou (Did not start)                |   |                                      |
| Recorde nacional      | Recorde nacional (National record)           | Recorde europeu       | Recorde europeu (European)            | DNF                        | Não terminou (Did not finish)             |   |                                      |
| Recorde pessoal       | Recorde pessoal do atleta (Personal best)    | Recorde da Oceania    | Recorde da Oceania (Oceania)          | DSQ / DQ                   | Desclassificado (Disqualified)            |   |                                      |
| Recorde da temporada  | Recorde da temporada do atleta (Season best) | Recorde sul-americano | Recorde sul-americano (South America) | NM                         | Sem marca (No mark)                       |   |                                      |